# Nhà máy điện hạt nhân Tōkai
Nhà máy điện hạt nhân Tōkai  (東海原子力発電所 Tōkai genshi-ryoku hatsuden-sho) là nhà máy điện hạt nhân đầu tiên của Nhật Bản. Nhà máy nằm ở Tōkai, quận Naka, tỉnh Ibaraki, Nhật Bản và được điều hành bởi Công ty Năng lượng Nguyên tử Nhật Bản. Nhà máy đã không hoạt động kể từ khi lò phản ứng tự động dừng do trận động đất và sóng thần Tōhoku 2011.